# Евгенія Абловатчі
Евгенія Абловатчі (нар. 28 жовтня 1981) — колишня молдовська тенісистка.
Найвищу одиночну позицію світового рейтингу — 552 місце досягла 24 вересня 2001, парну — 350 місце — 27 серпня 2001 року.
Здобула 1 парний титул.

## Фінали ITF

### Парний розряд: 3 (1–2)
| Результат | Ранг | Дата           | Турнір                     | Покриття | Партнерка          | Суперниці                       | Рахунок       |
| --------- | ---- | -------------- | -------------------------- | -------- | ------------------ | ------------------------------- | ------------- |
| Поразка   | 1.   | 20 травня 2001 | Тель-Авів, Ізраїль         | Тверде   | Євгенія Савранська | Ірина Корнієнко Марія Павліду   | 2–6, 4–6      |
| Поразка   | 2.   | 24 червня 2001 | Алжир (місто), Алжир       | Ґрунт    | Ленка Тварошкова   | Шанелль Схеперс Karin Vermeulen | 6–7(2–7), 4–6 |
| Перемога  | 1.   | 21 липня 2002  | Ле-Туке-Парі-Плаж, Франція | Ґрунт    | Євгенія Савранська | Audrey Hernandez Амандін Сенля  | 6–2, 6–3      |